# Plebiscyt na Wileńszczyźnie

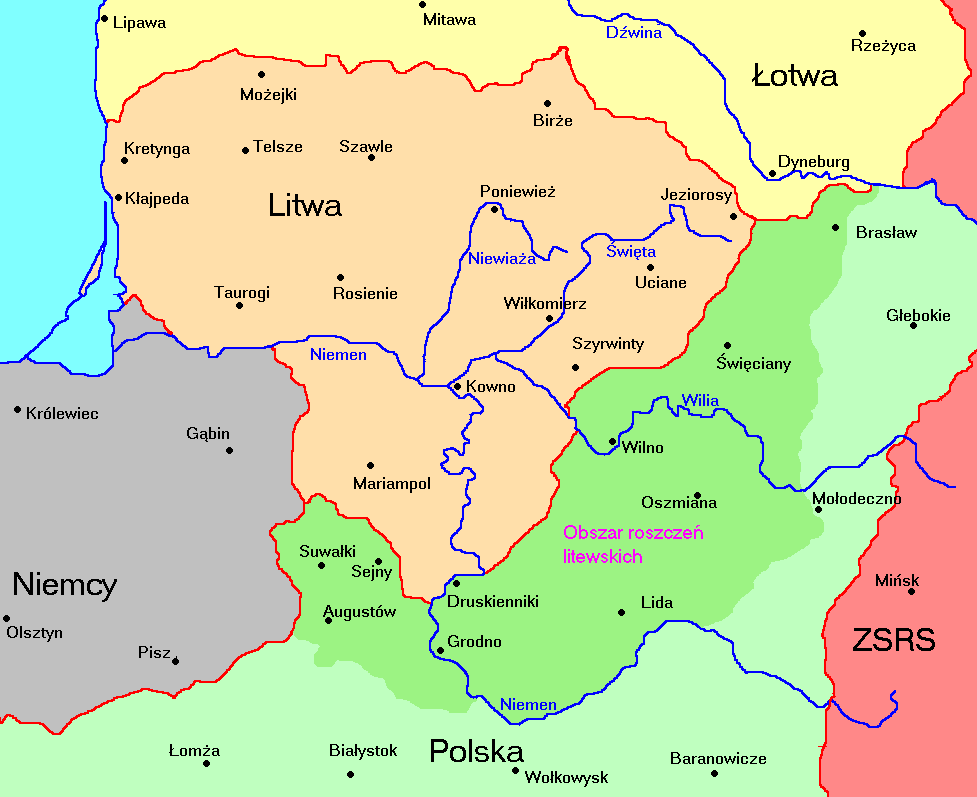
Obszar Polski, do którego rościła sobie pretensje Litwa

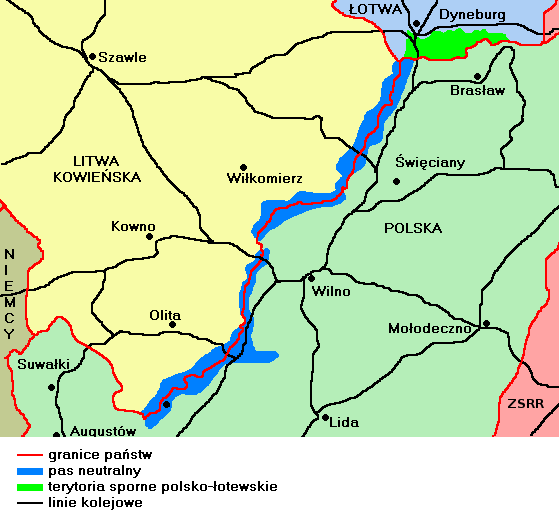
Obszar pasa neutralnego między Polską i Litwą

Plebiscyt na Wileńszczyźnie – planowany plebiscyt na terytoriach spornych pomiędzy Polską i Litwą, który miał odbyć się na przełomie 1920 i 1921 roku, ale ostatecznie nie został przeprowadzony z powodu braku zgody Litwy.
Po tzw. buncie Żeligowskiego w październiku 1920 roku i zajęciu Wilna przez oddziały polskie, Litwini podjęli próbę odzyskania miasta drogą nacisku mocarstw na Polskę. W odpowiedzi na litewskie skargi oraz ofensywę Żeligowskiego na Kowno, Rada Ligi Narodów 25 października 1920 roku podjęła tę kwestię, a jej przewodniczący Paul Hymans zgłosił projekt uchwały, przewidującej przeprowadzenie przez Ligę Narodów plebiscytu. Projekt przyjęto.
Pomimo że Polska była pewna zwycięstwa na terenie ziemi wileńskiej, reakcja władz w Warszawie była chłodna, gdyż Polacy obawiali się, że plebiscyt może być precedensem i powodować podobne rozwiązanie w Galicji Wschodniej. Ostatecznie Polska wniosła o objęcie plebiscytem także okolic Kowna, a w ramach pozornych ustępstw także Grodna, Lidy i Oszmiany. Strona litewska także przyjęła propozycję chłodno i zgodziła się na nią pod warunkiem ograniczenia obszaru plebiscytowego do Puńska i Sejn, jednocześnie podtrzymując żądanie zwrotu Wilna.
Liga Narodów kontynuowała jednak działania i zwróciła się do obu stron o zaprzestanie walk. Rozejm zawarto w Kownie 29 listopada 1920 roku.
Rozmowy polsko-litewskie o warunkach plebiscytu rozpoczęły się w grudniu w Warszawie, jednak po kilku tygodniach zakończyły się fiaskiem, gdyż Litwini zablokowali przeprowadzenie plebiscytu, obawiając się, że wyniki głosowania, zarówno na Wileńszczyźnie, jak i w okolicach samego Kowna (polskojęzyczna Lauda), będą oznaczać dla nich kompromitację. Polska kategorycznie odrzucała natomiast możliwość wycofania wojsk ze spornego obszaru z obawy przed kolejnym atakiem bolszewików. Pomimo tego, że delegat polski w Lidze Narodów Ignacy Paderewski w imieniu polskiego rządu zgadzał się na plebiscyt, rozstrzygające było wycofanie zgody na jego przeprowadzenie przez Litwę.
Wobec braku możliwości porozumienia, 3 marca 1921 roku, Liga zrezygnowała z plebiscytu, jednocześnie proponując inną formę rozmów. Dwie tury negocjacji nie przyniosły porozumienia. Paul Hymans zaproponował wówczas 20 maja własną propozycję pokojową. Obejmowała ona utworzenie z Litwy dwóch kantonów narodowościowych ze stolicą w Wilnie i powiązanie tak powstałego państwa z Polską, co było w większości powieleniem polskiej idei federacyjnej. Wobec dalszego braku porozumienia, 3 września Hymans zaproponował autonomię Wileńszczyzny w ramach Litwy, co spotkało się z odmową ze strony polskiej.
Ostatecznie 21 września Liga Narodów zakończyła wszelkie próby zażegnania sporu, 3 lutego 1923 roku zdecydowała o podziale pomiędzy obie strony strefy pasa neutralnego, a 15 marca konferencja ambasadorów wykonując artykuł 87 Traktatu Wersalskiego zdecydowała o uznaniu polskich granic.